# مالبرگ (بیتبورگ-پروم)
مالبرگ (به آلمانی: Malberg) یک شهر در آلمان است که در بیتبورگ-پروم واقع شده‌است.